# Peter Robert Badrutt
Peter Robert Badrutt, auch Peter Badrutt-Faller (* 24. Januar 1850 in Samedan; † 13. März 1907 in Chur; heimatberechtigt in Pagig), war ein Schweizer Unternehmer, Hotelier und Politiker. Ab 1889 war er Teilhaber und Generaldirektor des Kulm Hotels in St. Moritz. Er war zwischen 1897 und 1898 liberales Mitglied des Grossen Rats des Kantons Graubünden. Er war ein Sohn von Johannes Badrutt und jüngerer Bruder von Caspar Badrutt, Gründer des Badrutt’s Palace. Badrutt war zudem Mitbegründer der Engadiner Post.

## Leben
Peter Robert Badrutt wurde am 24. Januar 1850 als dritter Sohn des bekannten Hoteliers und Tourismuspioniers Johannes Badrutt und der Maria (geborene Berry; 1822–1877) in Samedan geboren. Die Familie zog Anfang der 1850er Jahre nach St. Moritz, wo Badrutt auch die Schulen besuchte. Die Oberstufe absolvierte er in Celerina/Schlarigna und die Kantonsschule in Trogen. Danach absolvierte er Sprachstudien in England und Frankreich. Nachdem er aus dem Ausland zurückgekommen war, arbeitete er zunächst mit seinen Eltern und Geschwistern im St. Moritzer Hotel Kulm. Er heiratete Victoria Faller (Valer), deren Vater Jacob Faller als Zuckerbäcker in Pisa tätig war. 1889, nach dem Tod des Vaters, übernahm er die Leitung des Hotels. Er blieb auch nach Ablegen der Geschäftsleitung bis zu seinem Tod Verwaltungsratspräsident der Gesellschaft.
Um 1898 erwarb er ein Hotel in Bad Vöslau (Niederösterreich) und 1905 das Kurhaus in Abtenau-Bad. Seine Tätigkeit in Österreich führte aber nie dazu, dass er das Engadin verlassen wollte. Seine Kinder besuchten die Schulen in Chur. In Sils erbaute er für sich und seine Familie ein weiteres Haus. Über 20 Jahre lang versuchte er vergeblich, eine Eisenbahnlinie St. Moritz–Pontresina–Morteratsch (1883) und eine Drahtseilbahn auf den Piz Languard (1891) zu initiieren. 1898 engagierte er sich für die Bahnverbindung Chur–Meran. Er war 1893 Mitbegründer der Zeitung Engadiner Post. Zwischen 1897 und 1897 war er liberales Mitglied des Grossen Rates. Er starb im Alter von 57 Jahren in Chur.